# گرترود ووکر
گرترود یوهانا ووکر (۱۶ دسامبر ۱۸۷۸ – ۱۳ سپتامبر ۱۹۶۸) یک فعال حقوق زنان، زیست‌شیمی‌دان، سم‌شناس و فعال صلح سوئیسی بود. او بیش از بیست سال را صرف نوشتن دربارهٔ خطرات مواد شیمیایی بر بدن انسان کرد. ووکر همچنین علیه استفاده از گازهای سمی در جنگ‌ها مبارزه کرد.

## اوایل زندگی
گرترود ووکر در ۱۶ دسامبر ۱۸۷۸ در خانواده‌ای که به تحصیلات اهمیت می‌دادند، متولد شد. پدرش فیلیپ ووکر استاد الهیات کلیسای کهن و تاریخ بود. او از یک خانواده تحصیل‌کرده برخاسته بود، زیرا علاوه بر پدرش، پدربزرگ مادری او نیز استاد تاریخ بود.
ووکر علاقه‌مند بود که تحصیلات خود را ادامه دهد، اما پدرش او را به ارفورت فرستاد تا آشپزی بیاموزد. با این حال، ووکر تسلیم نشد و به صورت مخفیانه شب‌ها ریاضیات را با برادر یکی از دانش‌آموزان مطالعه می‌کرد. این دوگانگی زندگی برای او بسیار خسته‌کننده بود و در نهایت به بیماری کلروز، نوعی کم‌خونی، دچار شد.

## تحصیلات و حرفه
ووکر موفق به دریافت مدرک دکترا و صلاحیت تدریس در رشته‌های شیمی، فیزیک و گیاه‌شناسی از دانشگاه برن شد. او در سال ۱۹۰۳، اولین زن سوئیسی بود که در دانشگاه برن موفق به کسب دکترا شد.
پس از بازگشت به برن، ووکر موفق به یافتن موقعیت کاری در رشته خود نشد و به‌عنوان معلم ژیمناستیک در دبیرستان مشغول به کار شد. با این حال، این کار کوتاه‌مدت بود، زیرا سپس تصمیم گرفت در دانشگاه برلین به‌عنوان مهمان تحصیل کند، چرا که زنان در آن زمان اجازه حضور به‌عنوان دانشجو را نداشتند.
او به خانه بازگشت و در آزمایشگاه کنستانتسکی کار کرد و ترکیباتی مانند آ-نفتوفلاوانول، فلاوانون و فلاون را سنتز کرد. تا سال ۱۹۰۷، او عنوان مسائل تحقیقات کاتالیزوری را در دانشگاه برن کسب کرده بود.
ووکر به زودی وعده دریافت سمت استادیار را دریافت کرد، سمتی که او را به اولین زن سوئیسی با این عنوان تبدیل می‌کرد. با این حال، اندکی بعد جنگ جهانی اول آغاز شد و دولت به دلیل مشکلات مالی اعلام کرد که قادر به ارتقای او نیست.
بین سال‌های ۱۹۱۰ و ۱۹۳۱، ووکر چهار جلد کتاب دربارهٔ خطرات مواد شیمیایی برای بدن انسان نوشت. از سال ۱۹۱۱ تا زمان بازنشستگی‌اش، ووکر رئیس آزمایشگاه زیست‌شناسی فیزیکی-شیمیایی در دانشگاه برن بود. در این آزمایشگاه، او مطالعاتی دربارهٔ پراکسیداز و کاتالاز، روش‌های شناسایی برای محصولات طبیعی و به‌ویژه واکنش‌های رنگی روی استرول‌ها انجام داد. با این حال، تمرکز اصلی علاقه‌مندی او گازهای سمی در جنگ‌ها بود. در سال ۱۹۱۶، ووکر بار دیگر از دریافت عنوان استادی محروم شد، این بار با یک رأی‌گیری مساوی.
در آوریل ۱۹۲۴، نعیمه سهلبوم و ووکر در کنفرانس انجمن شیمی آمریکا در واشینگتن شرکت کردند. در طول آزمایشی مرتبط با سلاح‌های شیمیایی در یک انبار مهمات، آن‌ها شدت جنگ‌های علمی را بررسی کردند. به دلیل تغییر جهت باد، سهلبوم، ووکر و چندین دانشمند در معرض گاز اشک‌آور قرار گرفتند.
در نوامبر ۱۹۲۴، چهارمین کنگره بین‌المللی لیگ بین‌المللی زنان برای صلح و آزادی در واشینگتن، دی.سی. برگزار شد. در این نشست، استر آکسون-بسکو، سهلبوم و ووکر تشکیل کمیته‌ای علیه جنگ علمی را اعلام کردند که ریاست آن بر عهده سهلبوم بود.
در سال ۱۹۲۵، ووکر کتابی با عنوان "جنگ آینده با گاز سمی" منتشر کرد و درخواست‌هایی به لیگ بین‌المللی زنان برای صلح و آزادی ارسال کرد. این اقدام ناشی از نگرانی دربارهٔ تصویب کنوانسیون ژنو بود. او به‌ویژه نگران استفاده از گاز خردل و اثرات آن بر بدن بود.
در سال ۱۹۳۳، ووکر موفق به دریافت عنوان استادی شد. او در سال ۱۹۵۱ بازنشسته شد و یک کتاب دو جلدی دربارهٔ "شیمی آلکالوئیدهای طبیعی ۱۹۵۳–۱۹۵۶" نوشت. او سرانجام در ۱۳ سپتامبر ۱۹۶۸ درگذشت.